# Herpetogramma fuscescens
Herpetogramma fuscescens là một loài bướm đêm trong họ Crambidae.